# Kiew-Brester Eisenbahn
Die Kiew-Brester Eisenbahn (russisch Киево-Брестская железная дорога Kiewo-Brestskaja schelesnaja doroga) war eine Eisenbahngesellschaft im Russischen Reich.
Die Gesellschaft wurde 1870 gegründet und bestand bis 1879, als sie zusammen mit der Odessaer Eisenbahn in der Brest-Odessaer Eisenbahn aufging.
Am 1. Januar 1871 wurde die Gründung der Gesellschaft per Dekret durch den Zaren bestätigt, bereits 1870 kaufte die sie den östlichen Teil der durch die Kiew-Baltaer Eisenbahn erbauten Strecke Kiew–Kasatin-Schmerinka sowie Kasatin–Berditschew.
Neu erbaut wurden folgende Strecken:
- Berditschew–Kriwin (1. März 1873)
- Kriwin–Brest-Litowsk (25. Mai 1873)
- Schmerinka–Chmelnyzkyj–Wolotschysk (1871)
- Zdolbunow–Radzwilow (15. August 1873)